# Torneo de las Tres Naciones 2008
El Torneo de las Tres naciones será la 13º competencia anual entre las  selecciones de rugby de Nueva Zelanda, Australia y Sudáfrica. Al igual que en la edición de 2006 cada equipo jugó contra los demás tres veces, en lugar de dos, como había sido el caso del año anterior. 

## Tabla de posiciones
| Pos. | Equipo        | Encuentros | Encuentros | Encuentros | Encuentros | Puntos  | Puntos    | Puntos | Puntos extras | Puntos totales |
| Pos. | Equipo        | jug.       | gan.       | emp.       | per.       | a favor | en contra | dif.   | Puntos extras | Puntos totales |
| ---- | ------------- | ---------- | ---------- | ---------- | ---------- | ------- | --------- | ------ | ------------- | -------------- |
| 1    | Nueva Zelanda | 6          | 4          | 0          | 2          | 152     | 106       | +46    | 3             | 19             |
| 2    | Australia     | 6          | 3          | 0          | 3          | 119     | 163       | -44    | 2             | 14             |
| 3    | Sudáfrica     | 6          | 2          | 0          | 4          | 115     | 117       | -2     | 2             | 10             |

## Formato
Como en competencias anteriores, los puntos se adjudican de la siguiente manera:
- 4 puntos para el que gana.
- 2 puntos para el empate.
- 0 puntos para el que pierde.
- 1 punto extra por anotar 4 tries o más, ganando o perdiendo.
- 1 punto extra por perder por 7 puntos o menos.

## Resultados
BO: Punto de bonificación ofensivo.
BD: Punto de bonificación defensivo.
Primera fecha
| 5 de julio de 2008 | Nueva Zelanda                                                    | 19 – 8 | Sudáfrica                         | Westpac Stadium, Wellington,                                 |                                                              |
|                    | Tries: Kaino 45' c Con: Carter Pen: Carter (4) 5', 21', 29', 71' |        | Tries: Habana 37' m Pen: James 6' | Asistencia: 36,568 espectadores Árbitro(s): Stuart Dickinson | Asistencia: 36,568 espectadores Árbitro(s): Stuart Dickinson |

| NUEVA ZELANDA: |    |                     |  |     |
|                |    |                     |  |     |
| FB             | 15 | Mils Muliaina       |  |     |
| RW             | 14 | Rudi Wulf           |  | 69' |
| OC             | 13 | Conrad Smith        |  |     |
| IC             | 12 | Ma'a Nonu           |  |     |
| LW             | 11 | Sitiveni Sivivatu   |  |     |
| FH             | 10 | Dan Carter          |  |     |
| SH             | 9  | Andrew Ellis        |  | 74' |
| N8             | 8  | Jerome Kaino        |  |     |
| OF             | 7  | Rodney So'oialo (c) |  |     |
| BF             | 6  | Adam Thomson        |  | 61' |
| RL             | 5  | Ali Williams        |  |     |
| LL             | 4  | Brad Thorn          |  |     |
| TP             | 3  | Greg Somerville     |  | 74' |
| HK             | 2  | Andrew Hore         |  | 72' |
| LP             | 1  | Tony Woodcock       |  |     |
| Suplentes:     |    |                     |  |     |
| HK             | 16 | Keven Mealamu       |  | 72' |
| PR             | 17 | Neemia Tialata      |  | 74' |
| LK             | 18 | Anthony Boric       |  |     |
| N8             | 19 | Sione Lauaki        |  | 61' |
| SH             | 20 | Jimmy Cowan         |  | 74' |
| FH             | 21 | Stephen Donald      |  |     |
| FB             | 22 | Leon MacDonald      |  | 69' |
| Entrenador:    |    |                     |  |     |
| Graham Henry   |    |                     |  |     |

| SUDÁFRICA:        |    |                     |  |     |
|                   |    |                     |  |     |
| FB                | 15 | Conrad Jantjes      |  | 63' |
| RW                | 14 | Odwa Ndungane       |  |     |
| OC                | 13 | Adrian Jacobs       |  |     |
| IC                | 12 | Jean de Villiers    |  |     |
| LW                | 11 | Bryan Habana        |  |     |
| FH                | 10 | Butch James         |  | 58' |
| SH                | 9  | Ricky Januarie      |  | 72' |
| N8                | 8  | Joe van Niekerk     |  | 58' |
| OF                | 7  | Juan Smith          |  |     |
| BF                | 6  | Schalk Burger       |  |     |
| RL                | 5  | Victor Matfield     |  |     |
| LL                | 4  | Bakkies Botha       |  | 72' |
| TP                | 3  | CJ van der Linde    |  | 46' |
| HK                | 2  | John Smit (c)       |  | 38' |
| LP                | 1  | Gurthro Steenkamp   |  |     |
| Suplentes:        |    |                     |  |     |
| HK                | 16 | Bismarck du Plessis |  | 38' |
| PR                | 17 | Brian Mujati        |  | 46' |
| LK                | 18 | Andries Bekker      |  | 72' |
| FL                | 19 | Luke Watson         |  | 58' |
| SH                | 20 | Bolla Conradie      |  | 72' |
| FH                | 21 | François Steyn      |  | 58' |
| FB                | 22 | Percy Montgomery    |  | 63' |
| Entrenador:       |    |                     |  |     |
| Peter de Villiers |    |                     |  |     |

| Linieres: Matthew Goddard James Leckie Árbitro de Televisión: George Ayoub |

Segunda fecha
| 12 de julio de 2008 | Nueva Zelanda                                            | BD 28 – 30 | Sudáfrica                                                                                         | Carisbrook, Dunedin,     |                          |
|                     | Tries: Lauaki c Con: Carter Pen: Carter (6) Drop: Carter |            | Tries: Pietersen, Januarie c Con: François Steyn Pen: Montgomery (3), James (2) Drop: Butch James | Árbitro(s): Matt Goddard | Árbitro(s): Matt Goddard |

| NUEVA ZELANDA: |    |                     |  |     |
|                |    |                     |  |     |
| FB             | 15 | Mils Muliaina       |  |     |
| RW             | 14 | Rudi Wulf           |  |     |
| OC             | 13 | Conrad Smith        |  |     |
| IC             | 12 | Ma'a Nonu           |  |     |
| LW             | 11 | Sitiveni Sivivatu   |  | 40' |
| FH             | 10 | Dan Carter          |  |     |
| SH             | 9  | Andrew Ellis        |  |     |
| N8             | 8  | Jerome Kaino        |  | 53' |
| OF             | 7  | Rodney So'oialo (c) |  |     |
| BF             | 6  | Adam Thomson        |  |     |
| RL             | 5  | Ali Williams        |  | 29' |
| LL             | 4  | Anthony Boric       |  |     |
| TP             | 3  | John Afoa           |  | 70' |
| HK             | 2  | Andrew Hore         |  | 56' |
| LP             | 1  | Tony Woodcock       |  |     |
| Suplentes:     |    |                     |  |     |
| HK             | 16 | Keven Mealamu       |  | 56' |
| PR             | 17 | Neemia Tialata      |  | 70' |
| LK             | 18 | Kevin O'Neill       |  | 29' |
| N8             | 19 | Sione Lauaki        |  | 53' |
| SH             | 20 | Jimmy Cowan         |  |     |
| FH             | 21 | Stephen Donald      |  |     |
| FB             | 22 | Leon MacDonald      |  | 40' |
| Entrenador:    |    |                     |  |     |
| Graham Henry   |    |                     |  |     |

| SUDÁFRICA:        |    |                     |               |             |
|                   |    |                     |               |             |
| FB                | 15 | Percy Montgomery    |               | 60'         |
| RW                | 14 | JP Pietersen        |               |             |
| OC                | 13 | Adrian Jacobs       |               | 47'         |
| IC                | 12 | Jean de Villiers    |               |             |
| LW                | 11 | Bryan Habana        |               |             |
| FH                | 10 | Butch James         |               | 74'         |
| SH                | 9  | Ricky Januarie      |               |             |
| N8                | 8  | Joe van Niekerk     |               | 60'         |
| OF                | 7  | Juan Smith          |               |             |
| BF                | 6  | Schalk Burger       |               |             |
| RL                | 5  | Victor Matfield (c) | 73' hasta 80' |             |
| LL                | 4  | Bakkies Botha       |               | 50' 60' 67' |
| TP                | 3  | CJ van der Linde    |               |             |
| HK                | 2  | Bismarck du Plessis |               | 74'         |
| LP                | 1  | Gurthro Steenkamp   |               | 53' 60'     |
| Suplentes:        |    |                     |               |             |
| HK                | 16 | Schalk Brits        |               | 74'         |
| PR                | 17 | Brian Mujati        |               | 53' 60'     |
| LK                | 18 | Andries Bekker      |               | 50' 60' 67' |
| FL                | 19 | Luke Watson         |               | 60'         |
| SH                | 20 | Ruan Pienaar        |               | 74'         |
| FH                | 21 | François Steyn      |               | 47'         |
| FB                | 22 | Conrad Jantjes      |               | 47'         |
| Entrenador:       |    |                     |               |             |
| Peter de Villiers |    |                     |               |             |

Tercera fecha
| 19 de julio de 2008 | Australia                                                        | 16 – 9 BD | Sudáfrica (1 PB)                  | Subiaco Oval, Perth,       |                            |
|                     | Tries: Tuqiri 36', Mortlock 46' Pen: Giteau 53' Drop: Barnes 79' |           | Pen: Steyn (2) 5', 74', James 55' | Árbitro(s): Bryce Lawrence | Árbitro(s): Bryce Lawrence |

| AUSTRALIA:   |    |                      |  |     |     |     |
|              |    |                      |  |     |     |     |
| FB           | 15 | Adam Ashley-Cooper   |  |     |     |     |
| RW           | 14 | Peter Hynes          |  |     |     |     |
| OC           | 13 | Stirling Mortlock(c) |  | 52' |     |     |
| IC           | 12 | Berrick Barnes       |  |     |     |     |
| LW           | 11 | Lote Tuqiri          |  |     |     |     |
| FH           | 10 | Matt Giteau          |  |     |     |     |
| SH           | 9  | Luke Burgess         |  | 72' |     |     |
| N8           | 8  | Wycliff Palu         |  |     |     |     |
| OF           | 7  | George Smith         |  |     |     |     |
| BF           | 6  | Rocky Elsom          |  | 23' | 27' | 78' |
| RL           | 5  | Nathan Sharpe        |  | 72' |     |     |
| LL           | 4  | James Horwill        |  |     |     |     |
| TP           | 3  | Al Baxter            |  | 72' |     |     |
| HK           | 2  | Stephen Moore        |  | 72' |     |     |
| LP           | 1  | Benn Robinson        |  |     |     |     |
| Suplentes:   |    |                      |  |     |     |     |
| HK           | 16 | Tatafu Polota-Nau    |  | 72' |     |     |
| PR           | 17 | Matt Dunning         |  | 72' |     |     |
| LK           | 18 | Hugh McMeniman       |  | 23' | 27' | 72' |
| N8           | 19 | Phil Waugh           |  | 78' |     |     |
| SH           | 20 | Sam Cordingley       |  | 72' |     |     |
| FH           | 21 | Ryan Cross           |  | 52' |     |     |
| FB           | 22 | Drew Mitchell        |  |     |     |     |
| Entrenador:  |    |                      |  |     |     |     |
| Robbie Deans |    |                      |  |     |     |     |

| SUDÁFRICA:        |    |                     |  |     |     |     |
|                   |    |                     |  |     |     |     |
| FB                | 15 | Conrad Jantjes      |  |     |     |     |
| RW                | 14 | JP Pietersen        |  |     |     |     |
| OC                | 13 | François Steyn      |  |     |     |     |
| IC                | 12 | Jean de Villiers    |  |     |     |     |
| LW                | 11 | Bryan Habana        |  | 71' |     |     |
| FH                | 10 | Butch James         |  |     |     |     |
| SH                | 9  | Ricky Januarie      |  |     |     |     |
| N8                | 8  | Pierre Spies        |  |     |     |     |
| OF                | 7  | Juan Smith          |  | 71' |     |     |
| BF                | 6  | Schalk Burger       |  | 51' |     |     |
| RL                | 5  | Victor Matfield (c) |  |     |     |     |
| LL                | 4  | Bakkies Botha       |  | 70' |     |     |
| TP                | 3  | CJ van der Linde    |  | 77' |     |     |
| HK                | 2  | Schalk Brits        |  | 54' |     |     |
| LP                | 1  | Gurthro Steenkamp   |  | 54' |     |     |
| Suplentes:        |    |                     |  |     |     |     |
| HK                | 16 | Adriaan Strauss     |  | 54' |     |     |
| PR                | 17 | Tendai Mtawarira    |  | 54' |     |     |
| LK                | 18 | Brian Mujati        |  | 77' |     |     |
| FL                | 19 | Andries Bekker      |  | 65' |     |     |
| SH                | 20 | Ryan Kankowski      |  | 51' | 65' | 70' |
| FH                | 21 | Ruan Pienaar        |  | 71' |     |     |
| FB                | 22 | Peter Grant         |  | 71' |     |     |
| Entrenador:       |    |                     |  |     |     |     |
| Peter de Villiers |    |                     |  |     |     |     |

Cuarta fecha
| 26 de julio de 2008 | Australia                                                                                           | BO 34 - 19 | Nueva Zelanda                                             | Stadium Australia, Sídney,                                |                                                           |
|                     | Tries: Cross 10', Hynes 31', Elsom 55', Horwill 74' Con: Giteau (4) Pen: Giteau 6' Drop: Giteau 70' |            | Tries: Muliaina 24', Hynes 39', Ellis 45' Con: Carter (2) | Asistencia: 78.944 espectadores Árbitro(s): Craig Joubert | Asistencia: 78.944 espectadores Árbitro(s): Craig Joubert |

| AUSTRALIA:    |    |                    |
|               |    |                    |
| FB            | 15 | Adam Ashley-Cooper |
| RW            | 14 | Peter Hynes        |
| OC            | 13 | Ryan Cross         |
| IC            | 12 | Berrick Barnes     |
| LW            | 11 | Lote Tuqiri        |
| FH            | 10 | Matt Giteau        |
| SH            | 9  | Luke Burgess       |
| N8            | 8  | Wycliff Palu       |
| OF            | 7  | George Smith (c)   |
| BF            | 6  | Rocky Elsom        |
| RL            | 5  | Nathan Sharpe      |
| LL            | 4  | James Horwill      |
| TP            | 3  | Al Baxter          |
| HK            | 2  | Stephen Moore      |
| LP            | 1  | Benn Robinson      |
| Replacements: |    |                    |
| HK            | 16 | Tatafu Polota-Nau  |
| PR            | 17 | Matt Dunning       |
| LK            | 18 | Daniel Vickerman   |
| N8            | 19 | Phil Waugh         |
| SH            | 20 | Sam Cordingley     |
| FH            | 21 | Timana Tahu        |
| FB            | 22 | Drew Mitchell      |
| Entrenador:   |    |                    |
| Robbie Deans  |    |                    |

| NUEVA ZELANDA: |    |                     |
|                |    |                     |
| FB             | 15 | Mils Muliaina       |
| RW             | 14 | Anthony Tuitavake   |
| OC             | 13 | Richard Kahui       |
| IC             | 12 | Ma'a Nonu           |
| LW             | 11 | Sitiveni Sivivatu   |
| FH             | 10 | Dan Carter          |
| SH             | 9  | Andrew Ellis        |
| N8             | 8  | Jerome Kaino        |
| OF             | 7  | Daniel Braid        |
| BF             | 6  | Rodney So'oialo (c) |
| RL             | 5  | Ali Williams        |
| LL             | 4  | Brad Thorn          |
| TP             | 3  | Greg Somerville     |
| HK             | 2  | Andrew Hore         |
| LP             | 1  | Tony Woodcock       |
| Replacements:  |    |                     |
| HK             | 16 | Keven Mealamu       |
| PR             | 17 | John Afoa           |
| LK             | 18 | Anthony Boric       |
| N8             | 19 | Sione Lauaki        |
| SH             | 20 | Jimmy Cowan         |
| FH             | 21 | Stephen Donald      |
| FB             | 22 | Conrad Smith        |
| Entrenador:    |    |                     |
| Graham Henry   |    |                     |

| Linieres: Mark Lawrence James Bolabiu Árbitro de Televisión: Shaun Veldsman |

Quinta fecha
| 2 de agosto de 2008 | Nueva Zelanda                                                                                         | BO 39 - 10 | Australia                                         | Eden Park, Auckland,                                      |                                                           |
|                     | Tries: Woodcock (2) 21', 24' Nonu (2) 45', 80' Con: Carter (2) Pen: Carter (5) 6', 14', 39', 58', 65' |            | Try: Ashley-Cooper 32' Con: Giteau Pen: Giteau 4' | Asistencia: 45.000 espectadores Árbitro(s): Mark Lawrence | Asistencia: 45.000 espectadores Árbitro(s): Mark Lawrence |

| NUEVA ZELANDA: |    |                   |
|                |    |                   |
| FB             | 15 | Mils Muliaina     |
| RW             | 14 | Richard Kahui     |
| OC             | 13 | Conrad Smith      |
| IC             | 12 | Ma'a Nonu         |
| LW             | 11 | Sitiveni Sivivatu |
| FH             | 10 | Dan Carter        |
| SH             | 9  | Jimmy Cowan       |
| N8             | 8  | Rodney So'oialo   |
| OF             | 7  | Richie McCaw(c)   |
| BF             | 6  | Jerome Kaino      |
| RL             | 5  | Ali Williams      |
| LL             | 4  | Brad Thorn        |
| TP             | 3  | Greg Somerville   |
| HK             | 2  | Andrew Hore       |
| LP             | 1  | Tony Woodcock     |
| Replacements:  |    |                   |
| HK             | 16 | Keven Mealamu     |
| PR             | 17 | John Afoa         |
| LK             | 18 | Anthony Boric     |
| N8             | 19 | Adam Thomson      |
| SH             | 20 | Piri Weepu        |
| FH             | 21 | Stephen Donald    |
| FB             | 22 | Anthony Tuitavake |
| Entrenador:    |    |                   |
| Graham Henry   |    |                   |

| AUSTRALIA:    |    |                      |
|               |    |                      |
| FB            | 15 | Adam Ashley-Cooper   |
| RW            | 14 | Peter Hynes          |
| OC            | 13 | Stirling Mortlock(c) |
| IC            | 12 | Berrick Barnes       |
| LW            | 11 | Lote Tuqiri          |
| FH            | 10 | Matt Giteau          |
| SH            | 9  | Luke Burgess         |
| N8            | 8  | Wycliff Palu         |
| OF            | 7  | George Smith         |
| BF            | 6  | Phil Waugh           |
| RL            | 5  | Nathan Sharpe        |
| LL            | 4  | James Horwill        |
| TP            | 3  | Al Baxter            |
| HK            | 2  | Stephen Moore        |
| LP            | 1  | Benn Robinson        |
| Replacements: |    |                      |
| HK            | 16 | Tatafu Polota-Nau    |
| PR            | 17 | Matt Dunning         |
| LK            | 18 | Daniel Vickerman     |
| N8            | 19 | Hugh McMeniman       |
| SH            | 20 | Sam Cordingley       |
| FH            | 21 | Ryan Cross           |
| FB            | 22 | Drew Mitchell        |
| Entrenador:   |    |                      |
| Robbie Deans  |    |                      |

| Linieres: Craig Joubert James Bolabiu Árbitro de Televisión: Shaun Veldsman |

Sexta fecha
| 16 de agosto de 2008 | Sudáfrica | 0 - 19 | Nueva Zelanda                                     | Newlands Stadium, Ciudad del Cabo,                           |                                                              |
|                      |           |        | Tries: Smith m Carter c Mealamu c Con: Carter (2) | Asistencia: 52.000 espectadores Árbitro(s): Stuart Dickinson | Asistencia: 52.000 espectadores Árbitro(s): Stuart Dickinson |

| SUDÁFRICA:        |    |                     |
|                   |    |                     |
| FB                | 15 | Percy Montgomery    |
| RW                | 14 | JP Pietersen        |
| OC                | 13 | Adrian Jacobs       |
| IC                | 12 | Jean de Villiers    |
| LW                | 11 | Bryan Habana        |
| FH                | 10 | Butch James         |
| SH                | 9  | Fourie du Preez     |
| N8                | 8  | Pierre Spies        |
| OF                | 7  | Juan Smith          |
| BF                | 6  | Schalk Burger       |
| RL                | 5  | Victor Matfield (c) |
| LL                | 4  | Andries Bekker      |
| TP                | 3  | CJ van der Linde    |
| HK                | 2  | Bismarck du Plessis |
| LP                | 1  | Tendai Mtawarira    |
| Suplentes:        |    |                     |
| HK                | 16 | Adriaan Strauss     |
| PR                | 17 | Brian Mujati        |
| LK                | 18 | Danie Rossouw       |
| FL                | 19 | Luke Watson         |
| SH                | 20 | Ricky Januarie      |
| FH                | 21 | François Steyn      |
| FB                | 22 | Conrad Jantjes      |
| Entrenador:       |    |                     |
| Peter de Villiers |    |                     |

| NUEVA ZELANDA: |    |                   |
|                |    |                   |
| FB             | 15 | Mils Muliaina     |
| RW             | 14 | Richard Kahui     |
| OC             | 13 | Conrad Smith      |
| IC             | 12 | Ma'a Nonu         |
| LW             | 11 | Sitiveni Sivivatu |
| FH             | 10 | Dan Carter        |
| SH             | 9  | Jimmy Cowan       |
| N8             | 8  | Rodney So'oialo   |
| OF             | 7  | Richie McCaw(c)   |
| BF             | 6  | Jerome Kaino      |
| RL             | 5  | Ali Williams      |
| LL             | 4  | Brad Thorn        |
| TP             | 3  | Greg Somerville   |
| HK             | 2  | Andrew Hore       |
| LP             | 1  | Tony Woodcock     |
| Replacements:  |    |                   |
| HK             | 16 | Keven Mealamu     |
| PR             | 17 | John Afoa         |
| LK             | 18 | Anthony Boric     |
| N8             | 19 | Adam Thomson      |
| SH             | 20 | Piri Weepu        |
| FH             | 21 | Stephen Donald    |
| FB             | 22 | Isaia Toeava      |
| Entrenador:    |    |                   |
| Graham Henry   |    |                   |

- En este partido dos jugadores consiguieron distintos records:
  - Dan Carter se convirtió en el noveno jugador de la historia en conseguir 800 puntos internacionales.[5]
  - Percy Montgomery se convirtió en el noveno jugador en la historia que consiguió 100 internacionalidades.[6]

Séptima fecha
| 23 de agosto de 2008 | Sudáfrica                                    | 15 - 27 | Australia                                                             | Kings Park Stadium, Durban,                             |                                                         |
|                      | Tries: Jacobs (2) Con: Montgomery Pen: James |         | Tries: Robinson c Tuqiri c Mortlock c Con: Giteau (3) Pen: Giteau (2) | Asistencia: 50.000 espectadores Árbitro(s): Lyndon Bray | Asistencia: 50.000 espectadores Árbitro(s): Lyndon Bray |

| SUDÁFRICA:        |    |                     |  |     |
|                   |    |                     |  |     |
| FB                | 15 | Conrad Jantjes      |  | 63' |
| RW                | 14 | JP Pietersen        |  |     |
| OC                | 13 | Adrian Jacobs       |  |     |
| IC                | 12 | Jean de Villiers    |  |     |
| LW                | 11 | Jongi Nokwe         |  |     |
| FH                | 10 | Butch James         |  |     |
| SH                | 9  | Fourie du Preez     |  |     |
| N8                | 8  | Pierre Spies        |  |     |
| OF                | 7  | Juan Smith          |  |     |
| BF                | 6  | Schalk Burger       |  |     |
| RL                | 5  | Victor Matfield (c) |  |     |
| LL                | 4  | Andries Bekker      |  |     |
| TP                | 3  | CJ van der Linde    |  |     |
| HK                | 2  | Bismark du Plessis  |  |     |
| LP                | 1  | Tendai Mtawarira    |  |     |
| Suplentes:        |    |                     |  |     |
| HK                | 16 | Adriaan Strauss     |  |     |
| PR                | 17 | Brian Mujati        |  |     |
| LK                | 18 | Danie Rossouw       |  |     |
| FL                | 19 | Luke Watson         |  |     |
| SH                | 20 | Ricky Januarie      |  |     |
| FH                | 21 | François Steyn      |  |     |
| FB                | 22 | Percy Montgomery    |  |     |
| Entrenador:       |    |                     |  |     |
| Peter de Villiers |    |                     |  |     |

| AUSTRALIA:   |    |                       |
|              |    |                       |
| FB           | 15 | Drew Mitchell         |
| RW           | 14 | Peter Hynes           |
| OC           | 13 | Stirling Mortlock (c) |
| IC           | 12 | Berrick Barnes        |
| LW           | 11 | Lote Tuqiri           |
| FH           | 10 | Matt Giteau           |
| SH           | 9  | Sam Cordingley        |
| N8           | 8  | Wycliff Palu          |
| OF           | 7  | George Smith          |
| BF           | 6  | Rocky Elsom           |
| RL           | 5  | Daniel Vickerman      |
| LL           | 4  | James Horwill         |
| TP           | 3  | Matt Dunning          |
| HK           | 2  | Stephen Moore         |
| LP           | 1  | Benn Robinson         |
| Suplentes:   |    |                       |
| HK           | 16 | Tatafu Polota-Nau     |
| PR           | 17 | Al Baxter             |
| LK           | 18 | Hugh McMeniman        |
| N8           | 19 | Phil Waugh            |
| SH           | 20 | Brett Sheehan         |
| FH           | 21 | Timana Tahu           |
| FB           | 22 | Ryan Cross            |
| Entrenador:  |    |                       |
| Robbie Deans |    |                       |

Octava fecha
| 30 de agosto de 2008 | Sudáfrica | BO 53 - 8 | Australia                          | Ellis Park, Johannesburg,                                  |                                                            |
|                      | Tries: Bekker 8' c Nokwe (4) 12' m, 25' m, 35' c, 49' m Jacobs 44' c Pienaar 68' c Ndungane 78' c Con: James (3) Montgomery (2) Pen: James 20' |           | Try: Mitchell 55' m Pen: Giteau 5' | Asistencia: 54.819 espectadores Árbitro(s): Bryce Lawrence | Asistencia: 54.819 espectadores Árbitro(s): Bryce Lawrence |

| SUDÁFRICA:        |    |                     |
|                   |    |                     |
| FB                | 15 | Conrad Jantjes      |
| RW                | 14 | Odwa Ndungane       |
| OC                | 13 | Adrian Jacobs       |
| IC                | 12 | Jean de Villiers    |
| LW                | 11 | Jongi Nokwe         |
| FH                | 10 | Butch James         |
| SH                | 9  | Fourie du Preez     |
| N8                | 8  | Pierre Spies        |
| OF                | 7  | Juan Smith          |
| BF                | 6  | Schalk Burger       |
| RL                | 5  | Victor Matfield (c) |
| LL                | 4  | Andries Bekker      |
| TP                | 3  | Brian Mujati        |
| HK                | 2  | Bismark du Plessis  |
| LP                | 1  | Tendai Mtawarira    |
| Suplentes:        |    |                     |
| HK                | 16 | Adriaan Strauss     |
| PR                | 17 | Jannie du Plessis   |
| LK                | 18 | Danie Rossouw       |
| FL                | 19 | Luke Watson         |
| SH                | 20 | Ricky Januarie      |
| FH                | 21 | Ruan Pienaar        |
| FB                | 22 | Percy Montgomery    |
| Entrenador:       |    |                     |
| Peter de Villiers |    |                     |

| AUSTRALIA:   |    |                       |
|              |    |                       |
| FB           | 15 | Adam Ashley-Cooper    |
| RW           | 14 | Peter Hynes           |
| OC           | 13 | Stirling Mortlock (c) |
| IC           | 12 | Timana Tahu           |
| LW           | 11 | Lote Tuqiri           |
| FH           | 10 | Matt Giteau           |
| SH           | 9  | Sam Cordingley        |
| N8           | 8  | Wycliff Palu          |
| OF           | 7  | Phil Waugh            |
| BF           | 6  | Rocky Elsom           |
| RL           | 5  | Hugh McMeniman        |
| LL           | 4  | James Horwill         |
| TP           | 3  | Matt Dunning          |
| HK           | 2  | Tatafu Polota-Nau     |
| LP           | 1  | Benn Robinson         |
| Suplentes:   |    |                       |
| HK           | 16 | Stephen Moore         |
| PR           | 17 | Al Baxter             |
| LK           | 18 | Dean Mumm             |
| N8           | 19 | George Smith          |
| SH           | 20 | Brett Sheehan         |
| FH           | 21 | Ryan Cross            |
| FB           | 22 | Drew Mitchell         |
| Entrenador:  |    |                       |
| Robbie Deans |    |                       |

Novena fecha
| 13 de septiembre de 2008 | Australia                                                                | BD 24 - 28 BO | Nueva Zelanda                                                     | Suncorp Stadium, Brisbane,                                  |                                                             |
|                          | Tries: Ashley-Cooper 40' c Horwill c Cross c Con: Giteau (3) Pen: Giteau |               | Tries: Muliaina 13' c Woodcock c Weepu c Carter c Con: Carter (4) | Asistencia: 52.328 espectadores Árbitro(s): Jonathan Kaplan | Asistencia: 52.328 espectadores Árbitro(s): Jonathan Kaplan |

| AUSTRALIA:    |    |                       |
|               |    |                       |
| FB            | 15 | Adam Ashley-Cooper    |
| RW            | 14 | Peter Hynes           |
| OC            | 13 | Ryan Cross            |
| IC            | 12 | Stirling Mortlock (c) |
| LW            | 11 | Lote Tuqiri           |
| FH            | 10 | Matt Giteau           |
| SH            | 9  | Sam Cordingley        |
| N8            | 8  | Wycliff Palu          |
| OF            | 7  | George Smith          |
| BF            | 6  | Rocky Elsom           |
| RL            | 5  | Nathan Sharpe         |
| LL            | 4  | James Horwill         |
| TP            | 3  | Al Baxter             |
| HK            | 2  | Stephen Moore         |
| LP            | 1  | Benn Robinson         |
| Replacements: |    |                       |
| HK            | 16 | Adam Freier           |
| PR            | 17 | Matt Dunning          |
| LK            | 18 | Hugh McMeniman        |
| N8            | 19 | Phil Waugh            |
| SH            | 20 | Richard Brown         |
| FH            | 21 | Brett Sheehan         |
| FB            | 22 | Drew Mitchell         |
| Entrenador:   |    |                       |
| Robbie Deans  |    |                       |

| NUEVA ZELANDA: |    |                   |
|                |    |                   |
| FB             | 15 | Mils Muliaina     |
| RW             | 14 | Richard Kahui     |
| OC             | 13 | Conrad Smith      |
| IC             | 12 | Ma'a Nonu         |
| LW             | 11 | Sitiveni Sivivatu |
| FH             | 10 | Dan Carter        |
| SH             | 9  | Jimmy Cowan       |
| N8             | 8  | Rodney So'oialo   |
| OF             | 7  | Richie McCaw (c)  |
| BF             | 6  | Jerome Kaino      |
| RL             | 5  | Ali Williams      |
| LL             | 4  | Brad Thorn        |
| TP             | 3  | Greg Somerville   |
| HK             | 2  | Andrew Hore       |
| LP             | 1  | Tony Woodcock     |
| Replacements:  |    |                   |
| HK             | 16 | Keven Mealamu     |
| PR             | 17 | John Afoa         |
| LK             | 18 | Anthony Boric     |
| N8             | 19 | Adam Thomson      |
| SH             | 20 | Piri Weepu        |
| FH             | 21 | Stephen Donald    |
| FB             | 22 | Isaia Toeava      |
| Entrenador:    |    |                   |
| Graham Henry   |    |                   |